# Glynneath
Glynneath (en anglais) ou Glyn-nedd (en gallois) est une petite ville et une communauté du borough de comté de Neath Port Talbot, au pays de Galles.

## Démographie
Au recensement de 2011, la communauté de Glynneath comptait 4 278 habitants.

## Jumelages
- Pont-Évêque (France)